# Pulchroniusz
Pulchroniusz – imię męskie pochodzenia łacińskiego, wtórne cognomen utworzone od podstawowego Pulcherius (Pulcheriusz). Patronem imienia jest św. Pulchroniusz (biskup Verdun) z V wieku.
Zobacz też
- Polichroniusz